# Mount Juliet, Tennessee
Mount Juliet, även Mt. Juliet, är en stad i Wilson County, Tennessee, USA. Den ligger cirka 27 km öster om Nashville. Det är den största orten i Wilson County. 